# (2129) Cosicosi
(2129) Cosicosi ist ein Asteroid des Hauptgürtels, der am 27. September 1973 vom Schweizer Astronomen Paul Wild, vom Observatorium Zimmerwald (IAU-Code 026) der Universität Bern aus, entdeckt wurde.
Der Name des Asteroiden ist die italienische Bezeichnung für „Gleichgültigkeit“.